# Lista de prêmios e indicações recebidos por Janelle Monáe
A atriz, cantora, produtora musical e compositora estadunidense Janelle Monáe, um dos mais prodigiosos nomes da indústria midiática estadunidense na década de 2020, têm sido recipiente de diversas indicações a premiações tanto na esfera musical quanto por suas atuações. Monáe iniciou sua carreira musical de forma independente no início da década de 2000 apresentando uma sonoridade inovadora e mesclando diversas influências do R&B, reggae e soul progressivo e recentemente é uma das artistas do catálogo da Epic Records e da Atlantic Records enquanto também mantém seu selo musical Wondaland Records.
Em 2008, Monáe foi indicada pela primeira vez aos Prêmios Grammy na categoria de Melhor Performance de Música Urbana/Alternativa pela canção "Many Moons", faixa integrante de seu primeiro EP Metropolis: Suite I (The Chase) (2007). Anos mais tarde, a cantora lançou seu primeiro álbum de estúdio, The ArchAndroid (2010), seguindo a mesma linha narrativa de crítica social e futurismo e foi indicada novamente ao Grammy nas categorias Melhor Álbum de R&B Contemporâneo pelo álbum integralmente e Melhor Performance de Música Urbana/Alternativa pela canção "Tightrope". Em 2012, Monáe dividiu vocais com a banda de pop Fun na canção "We Are Young", que foi indicada ao Grammy de Gravação do Ano e Melhor Performance de Pop por Dupla/Grupo. A canção, entretanto, venceu o Prêmio Teen Choice de Melhor Single por um Grupo. Em 2013, Monáe lançou seu segundo álbum de estúdio, The Electric Lady, cuja faixa "Q.U.E.E.N." performada com Erykah Badu venceu o Prêmio Soul Train Music de Vídeo Musical do Ano, o Prêmio NAACP Image de Melhor Vídeo Musical e o Prêmio MTV Video Music de Melhor Direção de Arte. Após um hiato de cinco anos, Monáe lançou seu terceiro álbum de estúdio, Dirty Computer, que rendeu-lhe uma indicação ao Prêmio Grammy de Álbum do Ano. Os dois singles do álbum, "Make Me Feel" e "Pynk", receberam múltiplas indicações a premiações, incluindo novamente o Prêmio MTV Video Music de Melhor Direção de Arte e Melhor Mensagem por Vídeo Musical. Em 2023, Monáe lançou o álbum The Age of Pleasure, que rendeu-lhe duas indicações aos Prêmios Grammy como Álbum do Ano e Melhor Álbum R&B Progressivo.
Em meados da década de 2010, Monáe ingressou na carreira cinematográfica com um papel coadjuvante no drama biográfico Moonlight (2016), dirigido por Barry Jenkins e que rendeu-lhe inúmeras indicações a premiações de cinema, como o Prêmio Screen Actors Guild de Melhor Elenco em Cinema e o Prêmio Independent Spirit. No mesmo ano, Monáe atuou no drama biográfico Hidden Figures no papel da revolucionária engenheira aeroespacial Mary Jackson e foi indicada a diversos prêmios por sua performance calculada, incluindo uma vitória no Prêmio Screen Actors Guild de Melhor Elenco em Cinema, um Prêmio Satellite de Melhor Elenco em Longa-Metragem e uma indicação ao Prêmio Critics Choice de Melhor Atriz Coadjuvante em Cinema. Em 2023, Monáe estrelou o filme de suspense Glass Onion: A Knives Out Mystery pelo qual recebeu o Prêmio National Board of Review de Melhor Atriz Coadjuvante e os Prêmios Critics' Choice Movie e Satélite de Melhor Elenco em Cinema.

## Prêmios e indicações

### Prêmios Grammy
Os Prêmios Grammy (originalmente denominados Gramophone Awards) ou Grammy Awards são concedidos anualmente pela Academia da Gravação dos Estados Unidos, uma organização não-governamental composta por musicistas e companhias fonográficas, e destina-se a reconhecer performances destacadas na indústria musical.
| Ano  | Categoria                                 | Indicado/Obra            | Resultado | Ref.         |
| ---- | ----------------------------------------- | ------------------------ | --------- | ------------ |
| 2009 | Melhor Performance Urbana/Alternativa     | "Many Moons"             | Indicada  | [ 5 ] [ 19 ] |
| 2011 | Melhor Álbum de R&B Contemporâneo         | The ArchAndroid          | Indicada  | [ 20 ]       |
| 2011 | Melhor Performance Urbana/Alternativa     | "Tightrope"              | Indicada  | [ 20 ]       |
| 2013 | Álbum do Ano                              | Some Nights              | Indicada  | [ 21 ]       |
| 2013 | Gravação do Ano                           | "We Are Young" (com Fun) | Indicada  | [ 21 ]       |
| 2013 | Melhor Performance Pop por Dupla ou Grupo | "We Are Young" (com Fun) | Indicada  | [ 21 ]       |
| 2019 | Melhor Vídeo Musical                      | "Pynk" (com Grimes)      | Indicada  | [ 22 ]       |
| 2019 | Álbum do Ano                              | Dirty Computer           | Indicada  | [ 22 ]       |
| 2024 | Melhor Álbum de R&B Progressivo           | The Age of Pleasure      | Indicada  | [ 23 ]       |
| 2024 | Álbum do Ano                              | The Age of Pleasure      | Indicada  | [ 23 ]       |

### Prêmios Screen Actors Guild
| Ano  | Categoria               | Indicado/Obra  | Resultado | Ref.   |
| ---- | ----------------------- | -------------- | --------- | ------ |
| 2017 | Melhor Elenco em Cinema | Hidden Figures | Venceu    | [ 24 ] |
| 2017 | Melhor Elenco em Cinema | Moonlight      | Indicada  | [ 24 ] |

### Prêmios NAACP Image
| Ano  | Categoria                          | Indicado/Obra                     | Resultado | Ref. |
| ---- | ---------------------------------- | --------------------------------- | --------- | ---- |
| 2014 | Melhor Artista Feminina            | Janelle Monáe                     | Indicada  |      |
| 2014 | Melhor Vídeo Musical               | "Q.U.E.E.N." (com Erykah Badu)    | Venceu    |      |
| 2014 | Melhor Canção                      | "Q.U.E.E.N." (com Erykah Badu)    | Indicada  |      |
| 2014 | Melhor Álbum                       | The Electric Lady                 | Indicada  |      |
| 2019 | Melhor Artista Feminina            | Janelle Monáe                     | Indicada  |      |
| 2019 | Melhor Álbum                       | Dirty Computer                    | Indicada  |      |
| 2020 | Melhor Elenco em Cinema            | Harriet                           | Indicada  |      |
| 2020 | Melhor Atriz Coadjuvante em Cinema | Harriet                           | Indicada  |      |
| 2021 | Melhor Atriz em Cinema             | Antebellum                        | Indicada  |      |
| 2023 | Melhor Atriz Coadjuvante em Cinema | Glass Onion: A Knives Out Mystery | Indicada  |      |
| 2024 | Melhor Artista Feminina            | Janelle Monáe                     | Indicada  |      |
| 2024 | Melhor Canção de Soul/R&B          | "Lipstick Lover"                  | Indicada  |      |
| 2024 | Melhor Álbum                       | The Age of Pleasure               | Indicada  |      |

### Prêmios Critics' Choice
| Ano  | Categoria                          | Indicado/Obra                     | Resultado | Ref. |
| ---- | ---------------------------------- | --------------------------------- | --------- | ---- |
| 2016 | Melhor Atriz Coadjuvante em Cinema | Hidden Figures                    | Indicada  |      |
| 2016 | Melhor Elenco em Cinema            | Hidden Figures                    | Indicada  |      |
| 2016 | Melhor Elenco em Cinema            | Moonlight                         | Venceu    |      |
| 2023 | Prêmio #SeeHer                     | Janelle Monáe                     | Venceu    |      |
| 2023 | Melhor Atriz Coadjuvante em Cinema | Glass Onion: A Knives Out Mystery | Indicada  |      |
| 2023 | Melhor Elenco em Cinema            | Glass Onion: A Knives Out Mystery | Venceu    |      |

### Prêmios People's Choice
| Ano  | Categoria              | Indicado/Obra            | Resultado | Ref. |
| ---- | ---------------------- | ------------------------ | --------- | ---- |
| 2013 | Música Favorita do Ano | "We Are Young" (com Fun) | Indicada  |      |

### Prêmios BET
| Ano  | Categoria                          | Indicado/Obra                     | Resultado | Ref. |
| ---- | ---------------------------------- | --------------------------------- | --------- | ---- |
| 2014 | Melhor Artista Feminina de R&B/Pop | Janelle Monáe                     | Indicada  |      |
| 2015 | Melhor Artista Feminina de R&B/Pop | Janelle Monáe                     | Indicada  |      |
| 2017 | Melhor Atriz                       | Hidden Figures                    | Indicada  |      |
| 2018 | Prêmio BET Her                     | "Django Jane"                     | Indicada  |      |
| 2019 | Prêmio BET Her                     | "Pynk" (com Grimes)               | Indicada  |      |
| 2023 | Melhor Atriz                       | Glass Onion: A Knives Out Mystery | Indicada  |      |